# Pae Gil Su
Pae Gil Su (Pionyang, Corea del Norte, 4 de marzo de 1972) es un gimnasta artístico norcoreano, especialista en la prueba de caballo con arcos, con la que ha logrado ser campeón olímpico en 1992 y tres veces campeón mundial entre 1992 y 1996.

## Carrera deportiva
En el Mundial de París 1992 consigue el oro en caballo con arcos —empatado con el gimnasta del Equipo Unificado Vitaly Scherbo y el chino Li Jing—; poco después, en los JJ. OO. celebrados en Barcelona gana el oro en la misma prueba, empatado de nuevo con Vitaly Scherbo, ambos por delante del alemán Andreas Wecker.
En el Mundial de Birmingham 1993 vuelve a ganar el oro en caballo con arcos, de nuevo por delante del alemán Andreas Wecker (plata), y del húngaro Karoly Schupkegel (bronce).
En el Mundial celebrado en San Juan (Puerto Rico) en 1996 vuelve a ganar el oro en la misma prueba, por delante del suizo Donghua Li y del ruso Alexei Nemov. 
Por último, poniendo fin a esta exitosa carrera deportiva, en el Mundial celebrado en Lausana (Suiza) en 1997 gana el bronce en el mismo ejercicio, por detrás del alemán Valery Belenky y del francés Eric Poujade.